# Verneuil-en-Halatte
Verneuil-en-Halatte è un comune francese di 4 563 abitanti situato nel dipartimento dell'Oise della regione dell'Alta Francia.

## Amministrazione

### Gemellaggi
Verneuil-en-Halatte è gemellata con: Piegaro, Great e Little Shelford (Inghilterra), Dvur Kralove (Repubblica Ceca).
Un altro gemellaggio è stato costituito nel 1996 con altre 8 città francesi aventi il nome Verneuil:
- Verneuil-sous-Coucy
- Verneuil-en-Bourbonnais
- Verneuil (Cher)
- Verneuil-sur-Avre
- Verneuil-sur-Igneraie
- Verneuil (Marna)
- Verneuil-Petit
- Verneuil-Moustiers

## Società

### Evoluzione demografica
Abitanti censiti